# Kombolcha
Kombolcha (vagy Kembolcha) város Etiópiában, Amhara szövetségi állam területén. A közeli Dessie ikervárosa.

## Elhelyezkedés
Kombolcha Addisz-Abebától 250 km-re északkeletre fekszik, 13 km-re Dessiétől.

## Történet
A város területén az első ezredforduló tájáról fennmaradt keresztény emlékeket tártak fel.
Etiópia olasz megszállása idején (1936-41) postahivatal, telefonszolgáltatás, orvosi rendelő működött a településen.
A városban volt az ENSZ egyik fő bázisa az 1984-es éhínség idején. 1989. november 19-én a Tigréi Népi Felszabadító Front bejelentette igényét a városra, de az Assab felé vezető főútvonalat csak a Derg egy évvel későbbi összeomlása után sikerült megszereznie.

## Népesség
Kombolcha népessége a 2007-es népszámlálási adatok alapján 58.642 fő, ebből 28.387 férfi (48,4%) és 30.255 nő (51,6%). 1994-ben a város lakossága 39.466 fő volt, vagyis 2007-ig átlagosan évi 3,1%-kal növekedett.

## Infrastruktúra, ipar
- Kombolcha Repülőtér: Dessiével közös, belföldi légi járatokat szolgál ki.
- Acélművek: a szomszédos Desiében született etióp-szaúdi milliárdos Mohammed Al Amoudi tulajdonában van.
- Kombolcha Textilgyár: az olasz, svéd, belga és kínai piacra termelő gyárat 2009 márciusától modernizálták.

## Fordítás
- Ez a szócikk részben vagy egészben  a   Kombolcha című angol Wikipédia-szócikk fordításán alapul.  Az eredeti cikk szerkesztőit annak laptörténete sorolja fel. Ez a jelzés csupán a megfogalmazás eredetét és a szerzői jogokat jelzi, nem szolgál a cikkben szereplő információk forrásmegjelöléseként.